# Вуковарско-Сриемска
Вуковарско-Сриемска, Вуковарско-Сремская жупания (хорв. Vukovarsko-srijemska županija) — жупания на крайнем северо-востоке Хорватии. Расположена на стыке исторических регионов Славония, Срем и Подравина. Административный центр жупании — город Вуковар, однако крупнейший по населению город — Винковци.

## География
Площадь жупании — 2454 км². На западе граничит с жупанией Бродско-Посавска, на северо-западе и севере — с Осьечко-Бараньска. На юге жупания граничит с Боснией и Герцеговиной. На северо-востоке, востоке и юго-востоке Вуковарско-Сриемска граничит с Сербией (на северо-востоке граница проходит по Дунаю).
Территория жупании в основном низменна, только лишь на востоке она включает небольшую часть лесистой возвышенности — гор Фрушка-Гора. Почвы плодородные. На территории Вуковарско-Сриемска находятся археологические памятники неолитического периода. Города жупании сильно пострадали в период войны в Хорватии.

## Население
В соответствии с данными переписи 2001 года, на территории жупании проживало 204 768 человек. Национальный состав населения жупании: 78,3 % хорваты, 15,5 % сербы, 1 % венгры, 0,9 % русины.

## Административное деление
В административном отношении жупания делится на 31 муниципальных образований (5 городов, 26 общин):
- Город Вуковар, столица жупании, население 30 126 человек
- Город Винковци, 33 239 человек
- Город Жупаня, 13 775 человека
- Город Оток, 5858 человек
- Город Илок, 5897 человек
- Община Трпинья
- Община Борово
- Община Тординцы
- Община Маркушица
- Община Ярмина
- Община Иванково
- Община Воджинцы
- Община Стари Микановцы
- Община Бабина Греда
- Община Церна
- Община Градиште
- Община Андрияшевцы
- Община Привлака
- Община Бошняцы
- Община Дреновцы
- Община Гунья
- Община Врбанья
- Община Нийемцы
- Община Товарник
- Община Ловас
- Община Томпоевцы
- Община Стари Янковцы
- Община Негославцы
- Община Богдановцы (Богдановцы, Петровцы и Свиняревцы)
- Община Нуштар
- Община Штитар — выделена в 2006 году из города Жупанья.